# DS2 (Album)
DS2 ist das dritte Soloalbum des US-amerikanischen Rappers Future. Es erschien am 17. Juli 2015 über die Labels A1 Recordings, Epic Records und Freebandz.

## Titelliste
1. Thought It Was a Drought – 4:25
2. I Serve the Base – 3:08
3. Where Ya At (feat. Drake) – 3:27
4. Groupies – 3:06
5. Lil One – 3:27
6. Stick Talk – 2:50
7. Freak Hoe – 2:54
8. Rotation – 2:45
9. Slave Master – 3:18
10. Blow a Bag – 3:19
11. Colossal – 3:04
12. Rich $ex – 4:00
13. Blood on the Money – 4:46
14. Trap Niggas (Bonus-Titel der Deluxe-Version) – 3:04
15. The Percocet & Stripper Joint (Bonus-Titel der Deluxe-Version) – 2:36
16. Real Sisters (Bonus-Titel der Deluxe-Version) – 2:54
17. Kno the Meaning (Bonus-Titel der Deluxe-Version) – 3:45
18. Fuck Up Some Commas (Bonus-Titel der Deluxe-Version) – 3:57

## Rezeption

### Kritik
Die E-Zine Laut.de bewertete DS2 mit vier von möglichen fünf Punkten. Aus Sicht des Redakteurs Florian Peking baue Future aus den Themen „Sex, Geld und Drogen“ sowie dem typischen „Trap-Gedudel aus Atlanta“ einen „Trademark-Sound, den man so nirgends sonst“ bekomme. Dabei verberge sich unter der Oberfläche eine „genauso komplexe, wie dichte Atmosphäre, bestehend aus verschwommen Rauschfantasien.“ Future biete textlich „zwar wenig Abwechslung“, doch trage in „unvergleichlicher Art […] fragmenthafte Phrasen und Ausdrücke“ vor. Zudem vermöge es der Rapper, etwa unter Zuhilfenahme des Autotune-Effekts, „seine Stimme genau so zu verfälschen und einzusetzen, dass sie die maximale Wirkung“ entfalte. Zusammengefasst sei es „der Vibe, der ‚DS2‘ so spannend“ mache.

### Bestenliste
In der Liste der besten „Hip Hop-Alben des Jahres“ 2015 von Laut.de wurde DS2 auf Rang 7 platziert. Future schaffe inspiriert vom „Konsum der klebrig-süßen ‚Dirty Sprite‘“ eine „düstere und einnehmende Platte, deren Hörerlebnis selbst zur psychedelischen Erfahrung“ werde. DS2 fange den Hörer fernab von „ausgereifter Raptechnik und lyrischem Feinschliff […] immer wieder ein.“

## Kommerzieller Erfolg

### Chartplatzierungen
DS2 stieg auf Platz 1 der US-amerikanischen Billboard 200 ein. In Kanada erreichte Future Rang 5. Mit Platz 56 im Vereinigten Königreich, Platz 85 in der Schweiz und Platz 161 in Frankreich konnte sich die Veröffentlichung auch in einigen europäischen Hitparaden positionieren.
| ChartsChartplatzierungen       | Höchstplatzierung | Wochen |
| ------------------------------ | ----------------- | ------ |
| Schweiz (IFPI)                 | 85 (1 Wo.)        | 1      |
| Vereinigte Staaten (Billboard) | 1 (318 Wo.)       | 318    |
| Vereinigtes Königreich (OCC)   | 56 (1 Wo.)        | 1      |

| ChartsJahrescharts (2015)      | Platzierung |
| ------------------------------ | ----------- |
| Vereinigte Staaten (Billboard) | 42          |

| ChartsJahrescharts (2016)      | Platzierung |
| ------------------------------ | ----------- |
| Vereinigte Staaten (Billboard) | 28          |

| ChartsJahrescharts (2017)      | Platzierung |
| ------------------------------ | ----------- |
| Vereinigte Staaten (Billboard) | 97          |

### Auszeichnungen für Musikverkäufe
| Land/Region                  | Auszeichnungen für Musikverkäufe (Land/Region, Auszeichnung, Verkäufe) | Verkäufe  |
| ---------------------------- | ---------------------------------------------------------------------- | --------- |
| Dänemark (IFPI)              | Gold                                                                   | 10.000    |
| Kanada (MC)                  | Platin                                                                 | 80.000    |
| Vereinigte Staaten (RIAA)    | 3× Platin                                                              | 3.000.000 |
| Vereinigtes Königreich (BPI) | Silber                                                                 | 60.000    |
| Insgesamt                    | 1× Silber · 1× Gold · 4× Platin ·                                      | 3.150.000 |

Hauptartikel: Future (Rapper)/Auszeichnungen für Musikverkäufe